# Жангир-Керей-хан
Жанги́р-Кере́й-хан, при жизни по-русски именовался Джанге́р, а в полной форме Джанге́р Буке́ев Чингизха́нов (1801 — 11 августа 1845) — хан Внутренней (Букеевской) орды (1823—1845), сын Букея, основателя Букеевской орды.

## Биография
Джангер родился в 1801 году и являлся одним из сыновей Букея, прямым потомком Чингисхана, представителем казахского рода чингизидов торе.
22 июня 1823 года российский император Александр I подписал указ о назначении Джангера ханом Букеевской орды.
В 1840 году Джангер Букеев Чингизханов получил звание генерал-майора русской армии. В юности Джангер получил начальное образование у домашнего учителя-муллы, затем по воле своего отца проживал и воспитывался в семье астраханского губернатора С. С. Андреевского. Получил европейское образование, знал русский, персидский, арабский и частично немецкий языки. Был частым гостем Казанского университета. После одного из посещений ханом университета местные ученые написали книгу «Пребывание в Казани киргизского хана Джеан-Гиря» в 1826 году. Библиотеке университета Джангер подарил 6 ценных древних рукописей на арабском, персидском и тюркском языках.
Джангер имел свой собственный дом в административном центре Букеевской Орды городе Ханская Ставка и в Астрахани, торговый двор в Саратове и стоянку в Оренбурге. Джангер часто посещал Санкт-Петербург, участвовал в коронации российского императора Николая I, посещал Казань и Северный Кавказ.
Джангер был честолюбивым правителем, целенаправленно стремившимся к усилению своей политической власти среди казахов путём расширения ханских полномочий и централизации системы управления в Орде. Как человек, обладавший достаточно высоким для степного монарха того времени уровнем образованности, он во многом по-иному, чем предшествовавшие ему казахские правители, подходил к проблеме усиления ханской власти в Орде и при этом ориентировался на хорошо известную ему модель российского самодержавного правления.
Джангер начал отдавать общественные земли во владения частным лицам. Вначале он раздавал их местным начальникам в награду за службу, а затем начал распродавать за деньги, выдавая особые акты. По существу, это сводилось к полному расхищению земель. Такая аграрная политика хана, направленная на феодализацию Орды, резко усугубила и обострила социальные отношения. Треть населения Букеевской Орды оказалась совершенно без земли, многие были вынуждены арендовать её у соседей, в близлежащих русских губерниях. Широко распространились отработки, земля стала превращаться в объект торговли. Джангер был активным проводником политики царской власти. Одним из основных экономических ограничений для казахов, которым царскими властями было дано позволение кочевать в междуречье нижнего Урала и нижней Волги, был запрет заселения казахами казачьих, русских и татарских земель по берегам рек Волги и Урала, а также побережья Каспийского моря. Казахи не имели права поить скот и ловить рыбу из этих рек.
Такая политика Джангера привела к народному восстанию под руководством Исатая Тайманова и Махамбета Утемисова в 1836−1837 годах. Основной причиной восстания было обнищание большой массы казахов и других этнических групп (шаруа) в результате отсутствия достаточного количества пастбищ. Джангер подавил восстание с помощью русских войск. (См. Восстание Исатая Тайманова)

## Внешняя политика
Как правитель вассальной по отношению к Российской империи Букеевской Орды Джангер не имел права ведения самостоятельной внешней политики. При этом Джангер состоял в дружеских и экономических отношениях с другими частями Российской империи. Он несколько раз посещал Санкт-Петербург и другие города России. В 1826 году он участвовал в коронационных торжествах в связи с восшествием на престол Николая І. Во время коронации прибывшие иностранные дипломаты побывали на приёме хана. В 1845 году он посетил Санкт-Петербург, где был принят императором Николаем І. Джангер был награждён орденом Святой Анны І-й степени.

## Семья
У Джангера было три жены: Юзум Ханым, Фатиму Ханым (ум. 1845) — дочь известного оренбургского муфтия Мухамеджана Хусаинова (1756—1824) и Салиху (ум. 1852) — дочь есаула Букеевской Орды Караул-ходжи Бабаджанова(брак был заключён в 1844 году). От названных жён у него были сыновья: Сеид-Герей, Сахиб-Гирей, Ибрагим, Зюлкарней, Искандер, Исмаил, Ахмед-Гирей (Ахмед-Гирей Джангер Букеев Чингиз (1837—1914)), Бахты-Герей, Салим-Герей, Губайдулла и дочери Зулейха, Тайша и Хадиша. Старшая дочь Зулейха впоследствии была выдана замуж за потомка известного мурзы, полковника Александра Тевкелева, жившего в Оренбурге.

### Смерть

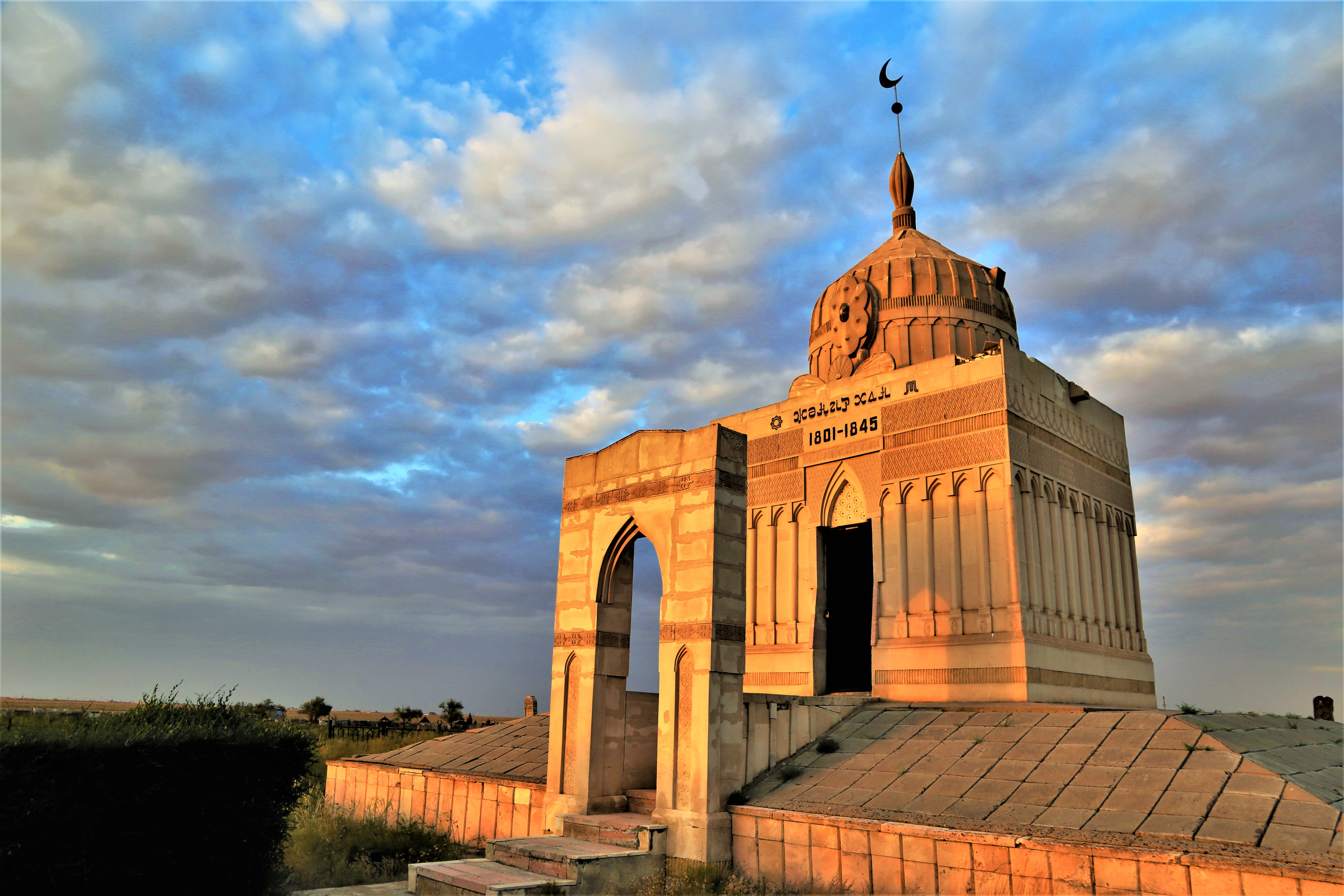
Мавзолей Жангир-хана рядом с селом Хан Ордасы

В 1845 году Жангир-Керей-хан скончался. Есть три версии смерти хана: по некоторым источником, Жангир-хан был убит цирюльником, перед встречей с императором Николаем I. Согласно другой версии, он скончался от инсульта. В народе ходили слухи, что его отравили.
Согласно завещанию Жангир-хана, его наследником должен был стать его любимый сын Сахиб-Керей, которому в 1845 году исполнилось 16 лет. Он учился в императорском Пажеском корпусе, и мать, Фатима Ханым, вызвала его из Санкт-Петербурга. В июле 1847 года по пути из Санкт-Петербурга в степи Сахиб-Керей-хан внезапно скончался. Несмотря на то, что у Жангир-Керей-хана было ещё несколько сыновей, ханский титул в Букеевской Орде был упразднён.

## Награды
Российские:
- Орден Святой Анны І-й степени с императорской короной (1826 год)

- Орден Святой Анны І-й степени с алмазными знаками (1839 год)

### В культуре
- Исторический фильм-драма «Махамбет» (2008, «Казахфильм». Режиссёр Сламбек Тауекел). В роли Жангир Хана — Азиз Бейшеналиев.